# Paruroctonus arenicola
Espèce
Paruroctonus arenicola est une espèce de scorpions de la famille des Vaejovidae.

## Distribution
Cette espèce est endémique des États-Unis. Elle se rencontre au Nevada dans le comté de Nye et en Californie dans le comté de San Bernardino.

## Description
Le mâle holotype mesure 47,6 mm et la femelle paratype 48,0 mm.
Le mâle holotype de Paruroctonus arenicola nudipes mesure 46,1 mm et la femelle paratype 49,3 mm.

## Liste des sous-espèces
Selon The Scorpion Files (25/08/2020) :
- Paruroctonus arenicola arenicola Haradon, 1984 du désert d'Amargosa au Nevada
- Paruroctonus arenicola nudipes Haradon, 1984 du désert des Mojaves en Californie

## Publication originale
- Haradon, 1984 : « New and redefined species belonging to the Paruroctonus baergi group (Scorpiones, Vaejovidae). » The Journal of Arachnology, vol. 12, no 2, p. 205-221 (texte intégral).